# Patiriella exigua
Patiriella exigua är en sjöstjärneart som först beskrevs av Jean-Baptiste Lamarck 1816.  Patiriella exigua ingår i släktet Patiriella och familjen Asterinidae. Inga underarter finns listade i Catalogue of Life.